# 小叶黄杨

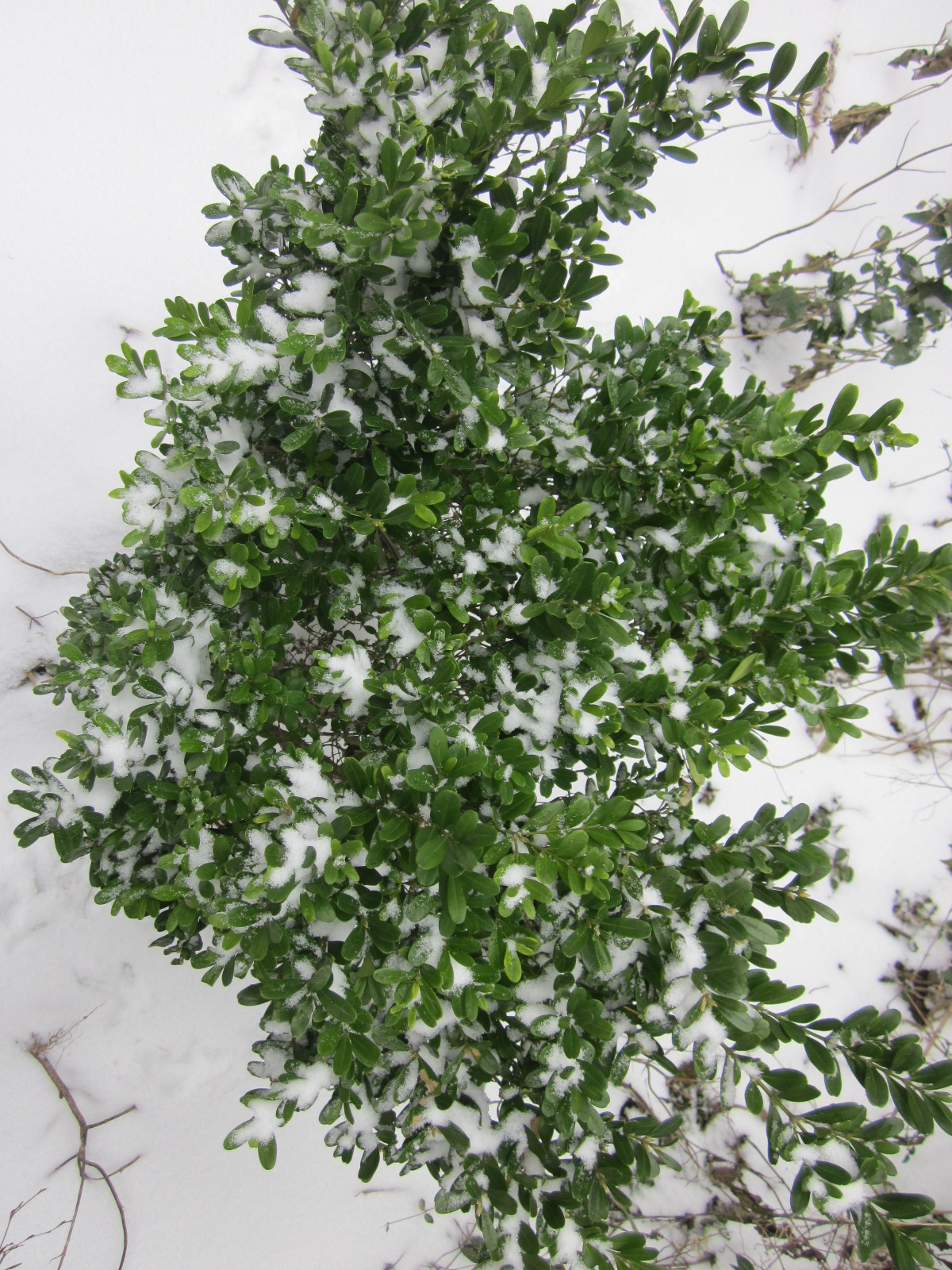
小叶黄杨。

小叶黄杨（学名：B. s. var. parvifolia）是黄杨科黄杨属的一种植物。

## 形态
常绿灌木或小乔木，高1到3米。小枝有短柔毛。茎枝呈四棱。宽椭圆形或宽倒卵形革质的叶子对生，钝头或顶上微凹缺，叶子1到3厘米。春季开花，黄绿色，雌雄同株，簇生。近球形的蒴果，短角状突起，果熟期7月，熟时裂为三瓣。

## 分布
原产中国大陆中部与北部。分布在中国大陆的安徽、广西、四川、江西、浙江、贵州、甘肃、江苏、广东、山东、湖北、陕西等地，生长于海拔1,200米至2,600米的地区，多生于山谷、溪边和林下，目前各省均有栽培作观赏用。

## 用途
小叶黄杨对有毒气体有很强的抗性，并且能够净化被污染的空气。
用在医药，祛风湿，理气止痛。用于风湿疼痛、跌打损伤。

## 繁殖
小叶黄杨以播种为主，也可以扦插。播种一般是采撷其果实，果壳开裂之后干藏，3月中旬播种。扦插则是在5月到6月之间。